# Стенгелкьой
Стенгелкьой или Искендеркьой (на турски: İskenderköy) е село в околия Бига, вилает Чанаккале, Турция. Разположено на около 50 метра надморска височина. Населението му през 1997 г. е 140 души, основно българи – мюсюлмани (помаци), преселили се през 1878 г. от Дреново в Родопите. Бивше българско християнско село. Днес населението говори на турски.

## История
В 19 век Стенгелкьой е едно от селата на малоазийските българи.
Българското население на Стенгелкьой се изселва в България през 1914 година.